# 瓦房店市
瓦房店市为中国辽宁省下辖县级市，由副省级市大连市代管，瓦房店市总面积为3793.53平方公里。區人民政府駐世纪广场1号。

## 地名
清代时曲姓商人修建瓦房开设旅店，因此有“瓦房店”地名。南满铁路在瓦房店设火车站。由于交通便利，瓦房店站附近渐渐繁荣。1925年，复县县治由复州城迁往瓦房店。1985年，国务院批准撤销复县，改设县级瓦房店市，瓦房店成为县级行政区名。

## 历史
1913年，复州改置复县，治所在复州城（今瓦房店市复州城镇），1934年迁治瓦房店镇。1985年撤销复县，改设瓦房店市。

## 人口
2009年末户籍人口1,026,189人。全市下辖9个街道办事处，9个乡，14个镇。
根据第七次人口普查数据，截至2020年11月1日零时，瓦房店市常住人口818847人。

## 地理
瓦房店市位于辽东半岛中西部，地处北纬39°20′-40°07′，东经121°13′-122°16′；东邻普兰店湾，西濒渤海，南与金州区隔海相望，北与盖州市接壤。北距沈阳292公里，南距大连104公里。面积3793.5平方公里。

## 行政区划
瓦房店市下辖11个街道办事处、13个镇、6个乡、2个民族乡：
新华街道、文兰街道、岭东街道、共济街道、铁东街道、祝华街道、岗店街道、太阳街道、长兴岛街道、九龙街道、交流岛街道、复州城镇、松树镇、得利寺镇、万家岭镇、许屯镇、永宁镇、谢屯镇、老虎屯镇、红沿河镇、李官镇、仙浴湾镇、瓦窝镇、元台镇、赵屯乡、土城乡、阎店乡、西杨乡、驼山乡、三台满族乡、泡崖乡和杨家满族乡。

## 经济
瓦房店市经济较为发达，在县市中具备较强竞争力，其综合实力2011年位居辽宁省县（市）的第一位，全国县（市）第十三位。2009年地区生产总值511亿元（折合75亿美元），人均48,874元（折合7,155美元）。

## 资源
瓦房店以产金刚石而著名，储量占全中国已探明储量的54%。
复县在满洲国时期是满洲轴承制造的所在地，产品负责供应满洲飞行机制造和奉天造兵所支援日本关东军。瓦房店也被因此称为轴承之乡，瓦房店出产的轴承与哈尔滨轴承、洛阳轴承并称“哈瓦洛”，在中国轴承行业口碑很高。

## 相关
- 长兴岛 (大连)